# Георгій Стаматов
Георгій Стаматов (болг. Георги Стаматов); нар. 25 травня 1869, Тирасполь — пом. 9 листопада 1942, Софія — болгарський письменник походженням з України. Син Порфирія Стаматова.

## Біографія
Навчався в Південнослов'янському пансіоні. Після Визвольної війни в 1879, переїхав до Болгарії зі своїм батьком, адвокатом Порфирієм Стаматовим.
Закінчив військове училище в Софії і деякий час служив офіцером артилерії. Він закінчив юридичний факультет Софійського університету.
Працював суддею в Кюстендилі та Трині. Після завершення кар'єри суддівства повернувся до Софії (в 1928) та орендував квартиру на 3-му поверсі красивого будинку на вулиці Юрія Венеліна, 11.
В основному писав оповідання. Його літературна діяльність почалася в 1890-х, дебютувавши в 1891 з віршем «Невесел е за мен денят». Співпрацював з журналом «Думка», «Сучасник», «Листопад», «Zlatorog». Його перше оповідання було опубліковане в журналі «Missles» в 1893.

## Твори

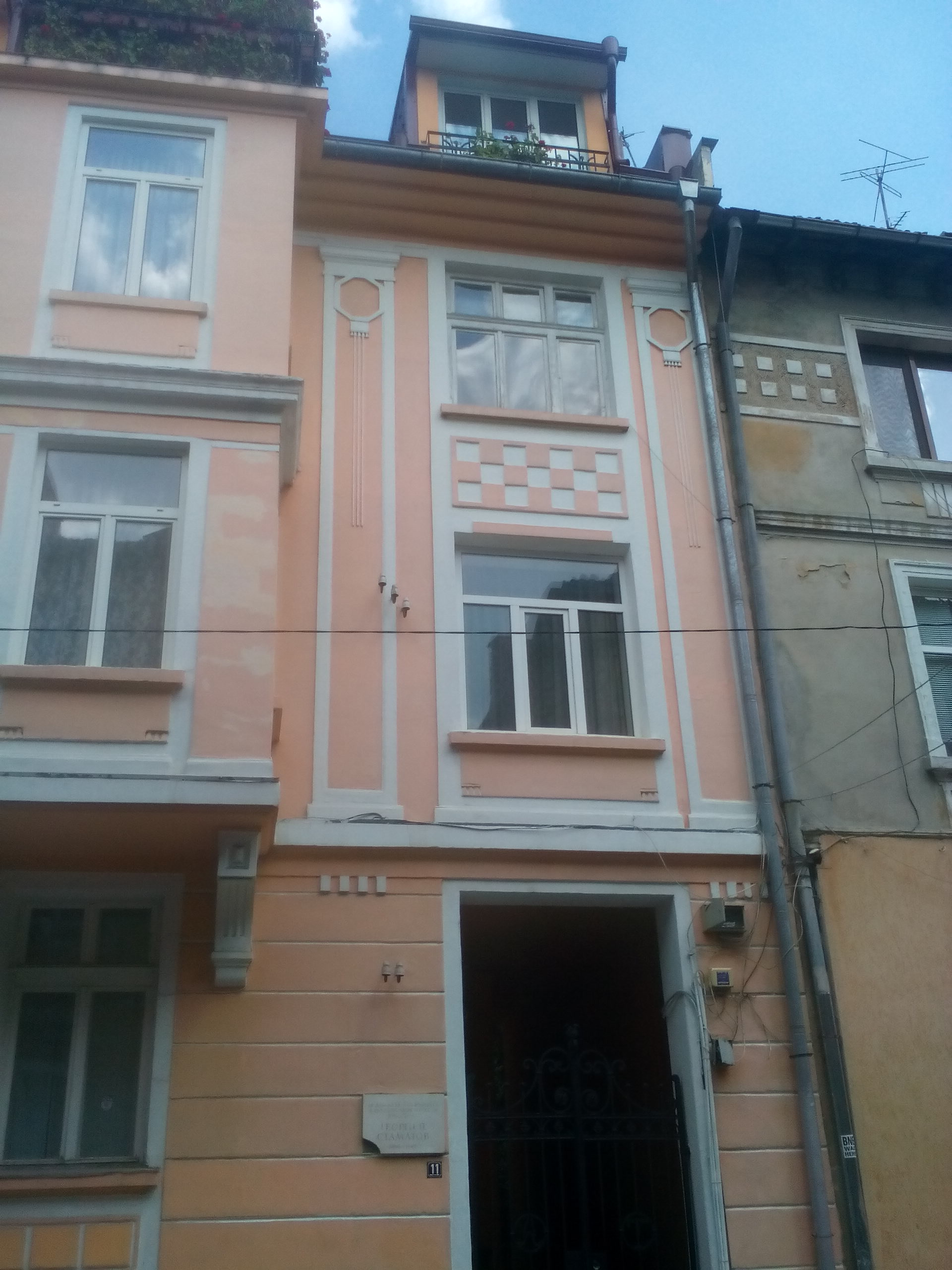
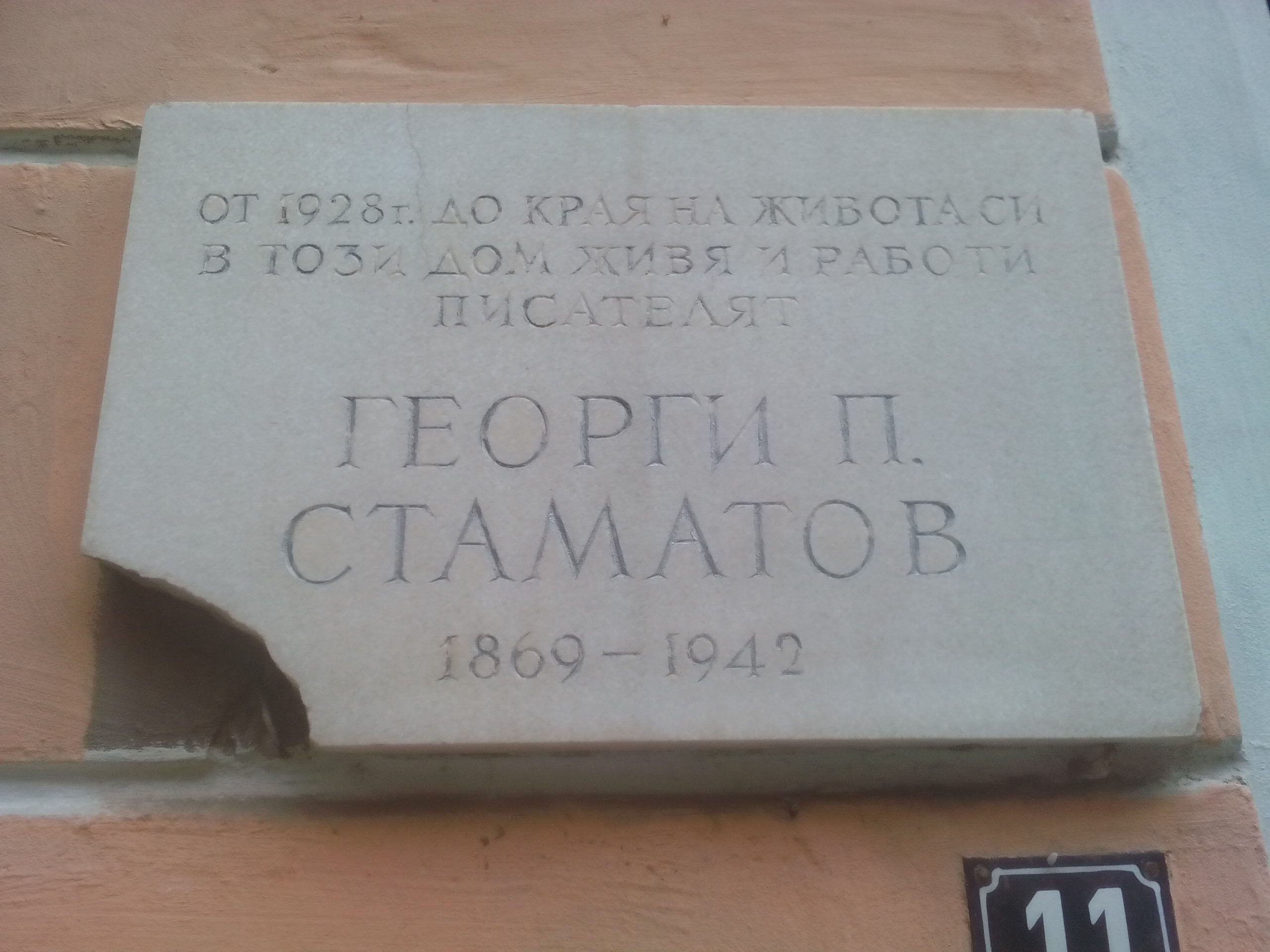
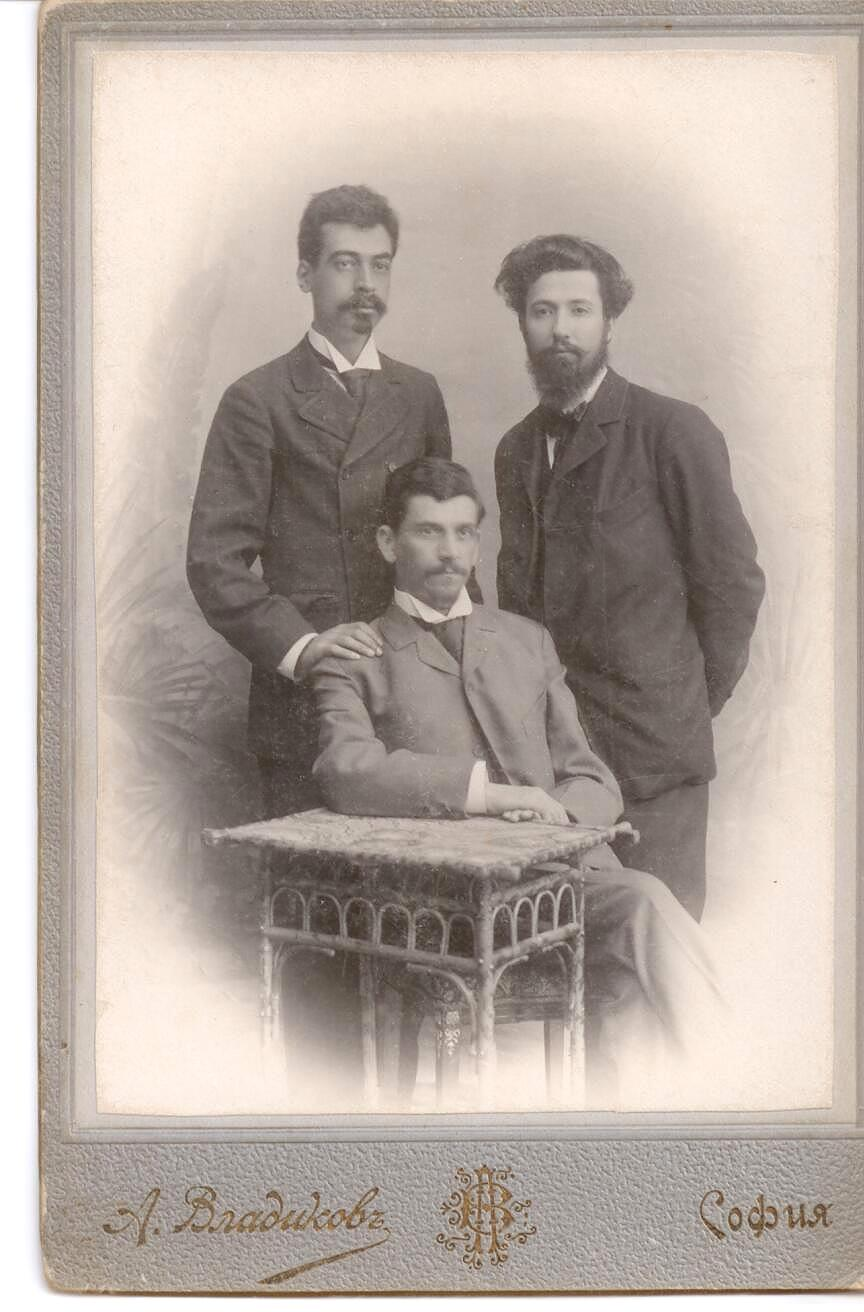
.

### Оповідання
- «Паладини»
- «Малкият Содом»
- «Вирянов»
- «Нарзанови»
- «Чардафон Великий»
- «Picnic»
- «Венски»
- «В миши дупки»
- «За едно кътче на душата»
- «Бивши Лермонтов»
- «Старият прокурор»
- «Скитници-рицари»
- «В кабинетна мъгла»
- «Шурочка»
- «На котва»
- «Невесел е за мен денят» – стихотворение
- «Вестовой Димо» — книга
- «Прашинки» (1934) — сборник
- «Рибари» (1942) — роман
- «Невесел е за мен денят» — стихотворение
- «Вестовой Димо» — книга
- «Прашинки» (1934) — сборник
- «Рибари» (1942) — роман